# Châtenois-les-Forges
Châtenois-les-Forges một thị xã và xã tại tỉnh Territoire de Belfort, vùng Bourgogne-Franche-Comté, đông bắc Pháp.

## Thông tin nhân khẩu
Theo điều tra nhân khẩu năm 1999, xã này có dân số 2.680.
Ước tính năm 2005 là 2.728.